# Caralluma edulis
Caralluma edulis är en oleanderväxtart som först beskrevs av Michael Pakenham Edgeworth, och fick sitt nu gällande namn av George Bentham. Caralluma edulis ingår i släktet Caralluma och familjen oleanderväxter. Inga underarter finns listade i Catalogue of Life.